# Синдеева, Наталья Владимировна
Ната́лья Влади́мировна Синде́ева (род. 11 июня 1971, Мичуринск, Тамбовская область, РСФСР, СССР) — российский медиаменеджер, продюсер, журналистка и телеведущая. Основатель, основной владелец и генеральный директор медиахолдинга «Дождь», в который входят телеканал «Дождь», интернет-издание Republic и журнал «Большой город». Прежде — сооснователь и генеральный продюсер радиостанции «Серебряный дождь», учредитель антипремии «Серебряная калоша». Почётный академик Российской академии радио.

## Биография
Журналистка и интервьюер Наталья Синдеева родилась в Мичуринске 11 июня 1971 года в семье военного стоматолога. По долгу службы родителям приходилось часто переезжать, поэтому с трёхлетнего возраста Наталью передали на попечение бабушки с дедушкой. В детстве увлекалась спортом, окончила балетную школу, занималась музыкой и народными танцами. После школы получила специальность «преподавателя младших классов и математики» в Мичуринском государственном педагогическом институте (МГПИ). Позже в 2006 году окончила Стокгольмскую школу экономики в России, курс по развитию бизнеса Entrepreneur Essential 4.
По окончании института летом 1992 года переехала в Москву. В начале столичной жизни работала в итальянской фирме по продаже одежды и над проектом ночного шоу на воде в бассейне «Чайка». Позднее, работая промоутером на одной из выставок, Синдеева познакомилась с продюсером Павлом Ващекиным и позже стала его личным помощником. В это время она наладила контакты с будущими ключевыми фигурами медиарынка: Сергеем Кожевниковым, создателем «Русской медиагруппы», радиопродюсером Михаилом Козыревым, Андреем Вульфом и Отаром Кушанашвили. В 1993 году перешла на телеканал «2х2», где прошла путь от секретаря до продюсера телешоу «Тысяча и одна ночь».
Во время работы на «2х2» Наталья встретила будущего мужа Дмитрия Савицкого и вместе с ним занялась созданием в 1995 году FM-радиостанции «Серебряный дождь». Работая на радио, Синдеева познакомилась с российским бизнесменом и ресторатором Джамилем Асфари (араб по отцу), ставшим её вторым мужем. В 2002 году у пары родился сын Лука.
В 2005 году на матче футбольного клуба «Челси» Синдеева познакомилась с банкиром Александром Винокуровым, тогда возглавлявшим инвестбанк «КИТ финанс». В 2006 году они поженились. В этом браке у Натальи в 2009 году родилась дочь Александра. Совместно с Винокуровым, ставшим основным инвестором, Синдеева создала медиахолдинг «Дождь».
2 февраля 2020 года в эфире собственной программы «Синдеева» Наталья сообщила, что ей диагностировали рак груди. Гостьей программы была журналист и автор книги, а также документального фильма «Победить рак» Катерина Гордеева.
28 октября 2022 года Министерством юстиции России внесена в список физических лиц «иностранных агентов».

## «Серебряный дождь»
Мы хотели построить ту станцию, которую нам самим было бы интересно слушать… Если ты богатый и умный, то тебе надо слушать „Серебряный дождь“, потому что в его эфире Соловьев тебе, к примеру, расскажет, как он провел тест-драйв „феррари“, а через пять минут прочтет японскую танку или Шекспира в оригинале.
Вместе с Дмитрием Савицким Синдеева создала FM-радиостанцию «Серебряный дождь». Первый эфир состоялся в 1995 году. Савицкий стал генеральным директором, а Синдеева — генеральным продюсером станции и организатором антипремии за сомнительные достижения «Серебряная калоша», первая церемония награждения прошла в 1996 году.
К работе на радиостанции удалось привлечь многих известных журналистов. Кроме того, «Серебряный дождь» приобрёл популярность благодаря доступности через интернет и введённой Синдеевой концепции «music non-stop». В 2004 году Синдеева стала лауреатом премии «Медиа-Менеджер России» в категории «Радио» — «за инновационные и нестандартные подходы при проведении внеэфирных промокампаний станции».
С 2002 по 2009 год занимала пост коммерческого директора «Серебряного дождя», сохраняя при этом должность генерального продюсера. После ухода с радиостанции оставалась её совладельцем до 2023 года.

## Медиахолдинг «Дождь»
С 2007 года Наталья Синдеева занимается развитием медиахолдинга «Дождь», в который входят одноимённый канал, а также издание Republic.ru и журнал «Большой город». Александр Винокуров является инвестором всех трех проектов, но юридически «Слоном» и «Большим городом» единолично владеет Синдеева; в канале «Дождь» у неё 95 % (ещё 5 % у Веры Кричевской). Точная сумма инвестиций в холдинг не раскрывается, но к середине 2013 года, по некоторым оценкам, суммарные вложения только в телеканал могли достигнуть 40 млн $.
Суммарная выручка холдинга в 2012 году, по РСБУ, составила 433 млн рублей. Из них на долю телеканала пришлось почти 66 % — 285 млн рублей, на долю портала Slon.ru (созданного в 2009 году) — 20 %, остальное принесли журнал и сайт «Большой город» (приобретены в 2010 г.). Операционной прибыли ни один ресурс не приносит. В июне 2014 было объявлено о планах объединить все проекты в один холдинг и вывести его на IPO на Московской бирже.

### Телеканал «Дождь»
С момента заказа телевизионного оборудования до того, как мы включили камеры, прошло около года. Это невероятно короткий срок! Когда мы создавали канал, у нас не было никакой стройной концепции, что это будет за телевидение. На уровне ощущений мы понимали: это должен быть прямой эфир, живая, искренняя, честная история. Мы хотели создать телевидение для людей, которые перестали его в последнее время смотреть.
Во время отпуска во Франции в 2007 году Синдеева посетила Каннский телерынок MIPTV и загорелась идеей создания нишевого телеканала. Изначально у Натальи не было представления о системе работы телевидения и ей приходилось обращаться за помощью к своим друзьям, работающим в телевизионном бизнесе. В создание телеканала она вложила деньги от продажи загородного дома, позднее к ней соинвестором присоединился Александр Винокуров.
Первая презентация телепроекта состоялась в 2009 году. На пост режиссёра-постановщика Синдеева пригласила режиссёра телеканала НТВ Веру Кричевскую. Основу «Дождя» составили новостные программы. В создании информационной службы канала активное участие принял Леонид Бершидский. 27 апреля 2010 года на территории фабрики «Красный Октябрь» состоялся первый эфир Телеканала Дождь. Optimistic Channel. Первое время вещание осуществлялось через интернет, чуть позже канал появился в кабельных и спутниковых сетях.
Синдеева привлекала на телеканал таких видных общественных деятелей, как Владимир Познер, Леонид Парфёнов, Михаил Ефремов, Дмитрий Быков, Александр Скляр, Ксения Собчак, Алёна Долецкая и др.
В октябре 2010 года главным редактором телеканала был назначен Михаил Зыгарь. Весной 2011 года по собственному желанию коллектив «Дождя» покинула Вера Кричевская из-за конфликта вокруг программы «Гражданин поэт».
25 апреля 2011 года офис «Дождя» посетил Дмитрий Медведев и поздравил коллектив с годовщиной выхода в эфир.
В 2012 году телеканал Дождь был удостоен специальной премии Академии российского телевидения на церемонии «ТЭФИ-2011».
Весной 2013 года было объявлено о переходе на платный доступ. «Дождь» стал первым каналом на российском телевидении, сделавшим платным доступ к своему эфиру и в сети. По словам генерального директора, канал стремился к тому, чтобы в идеале получать половину выручки от подписки. На тот момент он получал только 10 %.
В начале 2014 года над телеканалом нависла угроза прекращения вещания, когда после скандального опроса, посвящённого 70-летию блокады Ленинграда, операторы кабельного и спутникового телевидения стали отключать «Дождь» от эфира. В феврале Синдеева выступила с официальными извинениями в эфире передачи «Здесь и сейчас». Для возвращения в сеть крупным операторам было решено предоставить бесплатный контент. Из-за резкого сокращения аудитории и падения рекламных доходов было решено сосредоточиться на краудфандинге, Smart TV и получении доходов от интернет-рекламы. В январе 2015 «Дождь» сообщил о своем выходе из пакетов кабельных операторов и переходе на работу по системе а-ля-карт, а также ввёл более дорогие варианты подписки для желающих поддержать телеканал.
27 апреля 2014 года Наталья дебютировала в качестве телеведущей авторской программы «Синдеева», где берёт интервью у какого-либо известного человека (политика, бизнесмена, музыканта, телеведущего, актёра), но необязательно оппозиционных взглядов. Первым гостем передачи стала Ирена Лесневская. Программа выходила в эфире телеканала «Дождь» вплоть до 22 февраля 2022 года.
20 октября 2014 года арендодатель попросил «Дождь» покинуть помещения на «Красном Октябре» до 15 ноября. Телеканал организовал временные студии в офисе «Сноб» на «Красном Октябре» и на территории делового центра «Москва-Сити», где находятся «Слон» и «Большой Город». C 9 февраля 2015 года канал начал вещание со своей новой постоянной студии на дизайн-заводе «Флакон».
После вторжения России на Украину Роскомнадзор ограничил доступ к информационным ресурсам «Дождя». 3 марта 2022 года Синдеева сообщила о временной приостановке работы канала. Усилиями Синдеевой канал получил европейскую лицензию и в июле 2022 года возобновил вещание из Риги (Латвия). 6 декабря после скандала, связанным с новостным эфиром, и отзывом лицензии телеканала «Дождь» на вещание в Латвии призвала вернуться журналистов Алексея Коростелёва, Маргариту Лютову и Владимира Роменского.

### Интернет-издание Republic
Деловое интернет-издание Slon.ru было запущено в мае 2009 года под руководством Леонида Бершидского. «Слон» позиционировался как «фабрика мнений» об экономике, бизнесе, политике и о жизни среднего класса. В создании материалов участвовали Александр Гордеев, Юрий Грановский, Дмитрий Кузнец, Ольга Романова и другие. В 2011 году на пост генерального директора и руководителя проекта Slon.ru назначен бывший главный редактор Forbes Максим Кашулинский. Летом 2014 издание ввело частичный платный доступ к премиальным материалам. В декабре 2014 Кашулинский стал главным редактором, а обязанности генерального директора взял на себя Александр Винокуров. В ноябре 2016 года Slon изменил название на Republic. Издание перешло на сайт Republic.ru

### Журнал «Большой город»
В 2010 году Синдеева и Винокуров выкупили у издательского дома «Афиша», входящего в медиахолдинг «ПрофМедиа», выходивший с 2002 года журнал «Большой город» и сайт bg.ru. Филипп Дзядко, на момент сделки главный редактор «Большого города», высказывал мнение, что «причина продажи журнала — не в его убыточности, а в том, что в нынешней ситуации „Афиша“ не планировала вкладывать средства в развитие проекта». Издание обошлось в сумму около 2 млн долларов. Наталья Синдеева отмечала:
Мне всегда нравился „Большой город“ — когда-то больше, когда-то меньше. Идеологически и эмоционально то, что мы делаем на канале, очень совпадает с тем, что делает „БГ“. Мы не планировали ничего покупать, мы не изучали рынок, но когда в разговоре случайно зашла речь о том, что „Большой город“ могут продать или закрыть, нам его стало очень жалко. Ведь всегда обидно, когда очень хорошая история умирает.
Весной 2013 году Александр Винокуров объявил о сокращении ежемесячного бюджета издания, который превышал 10 миллионов рублей. Бумажная версия распространялась бесплатно, а посещаемость сайта была недостаточно велика. Рассматривались различные варианты: от закрытия всего издания или увольнения редакции сайта до передачи «Большого города» коллективу журналистов. В феврале 2014 было принято решение отказаться от выпуска бумажной версии и сфокусироваться на развитии сайта. Последние обновления на сайте издания датируются мартом 2016 года.

## Награды
- Три премии «Медиа-менеджер России» (2004, 2011, 2014)[12][45][46]
- Премия Московской Хельсинкской группы за развитие традиций защиты прав человека среди молодежи (2016)[47].
- Премия «Камертон» имени Анны Политковской (2021)[48].